# 海四达电源
江苏海四达电源股份有限公司是中国江苏的一家从事二次化学电池研发、生产与销售的企业。2006年12月由中外合资企业改制为内资企业。江苏海四达化学电源有限公司2007年2月实行股份制改造，更名为江苏海四达电源股份有限公司。海四达现有锂离子电池年生产能力900万Ah。

## 上市风波
- 中国证监会2012年3月2日晚间公告，审核江苏海四达电源股份有限公司首发申请。海四达拟发行2200万股，发行后总股本8800万股，拟于深交所上市[2]。
- 中国证监会2012年3月7日晚间公告，江苏海四达电源股份有限公司首发申请未通过[3]。